# Серія книг про Джеймса Бонда
Серія романів та оповідань про Агента 007 — перший твір серії опублікований у 1953 році. Головний герой — Джеймс Бонд, якого часто називають за його кодом 007. Він є агентом британської секретної служби, виконуючи складні та зазвичай небезпечні завдання. Персонаж був створений журналістом та письменником Яном Флемінгом. У своїх книгах Флемінг описав період з травня 1951 року, по лютий 1964 року. Всього він написав дванадцять романів і дві збірки оповідань, написані в його ямайському будинку. Дві його книги були опубліковані вже після його смерті в 1964 році.

## Книги написані Яном Флемінгом
- «Казино Руаяль» (Casino Royale) — 1953
- «Живи і дай померти» (Live and Let Die) — 1954
- «Мунрейкер» (Moonraker) - 1955
- «Діаманти назавжди» (Diamonds Are Forever) - 1956
- «З Росії з любо'ю» (From Russia, with Love) - 1957
- «Доктор Ноу» (Dr. No) — 1958
- «Голдфінгер» (Goldfinger) - 1959
- Збірник «Тільки для службового користування» (For Your Eyes Only) — 1960
- «Кульова блискавка»(Thunderball) — 1961
- «Шпигун, який мене кохав мене» (The Spy Who Loved Me) - 1962
- «На секретній службі її Величності» (On Her Majesty's Secret Service) — 1963
- «Живеш лише двічі»(You Only Live Twice) — 1964
- «Людина з золотим пістолетом» (The Man with the Golden Gun)-1965
- Збірник «Восьминіжка та іскри» (Octopussy and The Living Daylights) — 1966

## Книги інших авторів
Після смерті Яна Флемінга у 1964 р. низка авторів продовжила писати романи про агента 007.